# Herve Vantieghem
Herve Vantieghem (* 8. März 1957 in Kortrijk, Belgien) ist ein belgischer Agrarwissenschaftler insbesondere der Phytomedizin. Er ist Autor von Fachliteratur, war beim Projekt Greenerde beteiligt und ist Lehrbeauftragter der Universität Hohenheim.

## Leben und Wirken
Vantieghem besuchte das Sint-Amandscollege Kortrijk und erwarb den Titel eines Agraringenieurs an der Universität Gent. Der Titel der Diplomarbeit: Biologie und Bekämpfung des Wasserknöterichs (Biologie en bestrijding van veenwortel; Polygonum amphibium L.) 1980.
Den Wehrdienst leistete Vantieghem 1980–1981 zuletzt als Unteroffizier im belgischen Reservekader der Landmacht.
Von 1981 bis 1985 war Vantieghem in der Forschung und Entwicklung neuer Herbizide für West-Europa bei Monsanto im Technical Center Europe i Louvain-La-Neuve, Belgien angestellt.
Von 1985 bis 2024 durchlief Vantieghem verschiedene Leitungsstationen (Forschung, Entwicklung und Marketing) des BASF Konzerns in Europa und den USA im Fachbereich Pflanzenschutz und Düngung von Ackerkulturen. Er ist an mehr als 50 Fachpublikationen beteiligt, ist Inhaber zahlreicher Patente im Pflanzenschutz und ging 2024 in den Ruhestand, führt aber nach wie vor seinen Lehrauftrag an der Universität Hohenheim aus.
Berufsbegleitend erwarb Vantieghem ein Diplom zum Management Biotechnologie am Institut ISCSL Brüssel (Industrielle Herstellung sekundärer Pflanzenmetaboliten mit Zellkultur) sowie ein Lizentiat in der Ökologie an der Universität Brüssel mit der Studienabschlussarbeit: Insektensexpheromone und Phytiatrie(1990)
Seit 2023 ist Vantieghem als Lehrbeauftragter für Pflanzenschutz am Institut für Phytomedizin der Universität Hohenheim engagiert.
Vantieghem ist verheiratet und hat zwei erwachsene Söhne. Die Familie lebte 30 Jahre in Stutensee-Staffort.

## Publikationen (Auswahl)
- Prochnow, J.; Hartwig O.; Vantieghem, H. (2020), Saatgutbehandlung in Getreide – Was moderne Beizen zusätzlich bringen, BASF SE, 8 Seiten
- Erven T.; Vantieghem, H. (2020), Septoria-Blattdürre ist zunehmend schwieriger zu bekämpfen, BASF SE, 7 Seiten
- Schönhammer, A.; Vantieghem, H. (2019), Unkrautbekämpfung in Raps als wichtiger Beitrag zur Beherrschung von Ackerfuchsschwanz in getreidebetonten Fruchtfolgen, BASF SE, 11 Seiten
- Herrmann, H.; Vantieghem, H. (2019), Welche Bedeutung hat die Pilzkrankheit Verticillium in Raps?, BASF SE, 7 Seiten
- Vantieghem, H.; Erven, T. (2013), Retengo Plus, ein neues und innovatives Fungizid zur Bekämpfung von Blattkrankheiten in Mais, 54. Österreichische Pflanzenschutztage 27. und 28. November 2013, Ossiach, Zusammenfassung, Seite 29.
- Vantieghem, H. (2009), Carax – Energiemanagement im Raps für sichere Höchsterträge, 50. Österreichische Pflanzenschutztage 26. und 27. November 2009, Rust, Zusammenfassung, Seite 54.
- Vantieghem, H. (1994), Insektensexferomonen: algemeen en mogelijkheden in de Belgische fruitteelt (Deel 2), Fruitteelt  nieuws, 11, Seite (offen).
- Vantieghem, H. (1994), Insektensexferomonen: algemeen en mogelijkheden in de Belgische fruitteelt (Deel 1), Fruitteelt nieuws, 10, Seite 8.
- Vantieghem, H.; Strathmann, S; Defloor, K. (1991), Quinmerac + Chloridazon, a new herbicide for use in sugarbeet, International Crop Protection Symposium, Mededelingen Faculteit Landbouw Rijksuniversiteit Gent 56/3a, Seiten 633–643.
- Vantieghem, H.; Sterk, G.; Neumann, U. (1991), Mating disruption techníque against leafrollers (Tortricidae) in apple and pear orchards in Belgium, International Crop Protection Symposium, Mededelingen Faculteit Landbouw Rijksuniversiteit Gent 56/2a, Seiten 295–304.